# Städtische Galerie Bremen

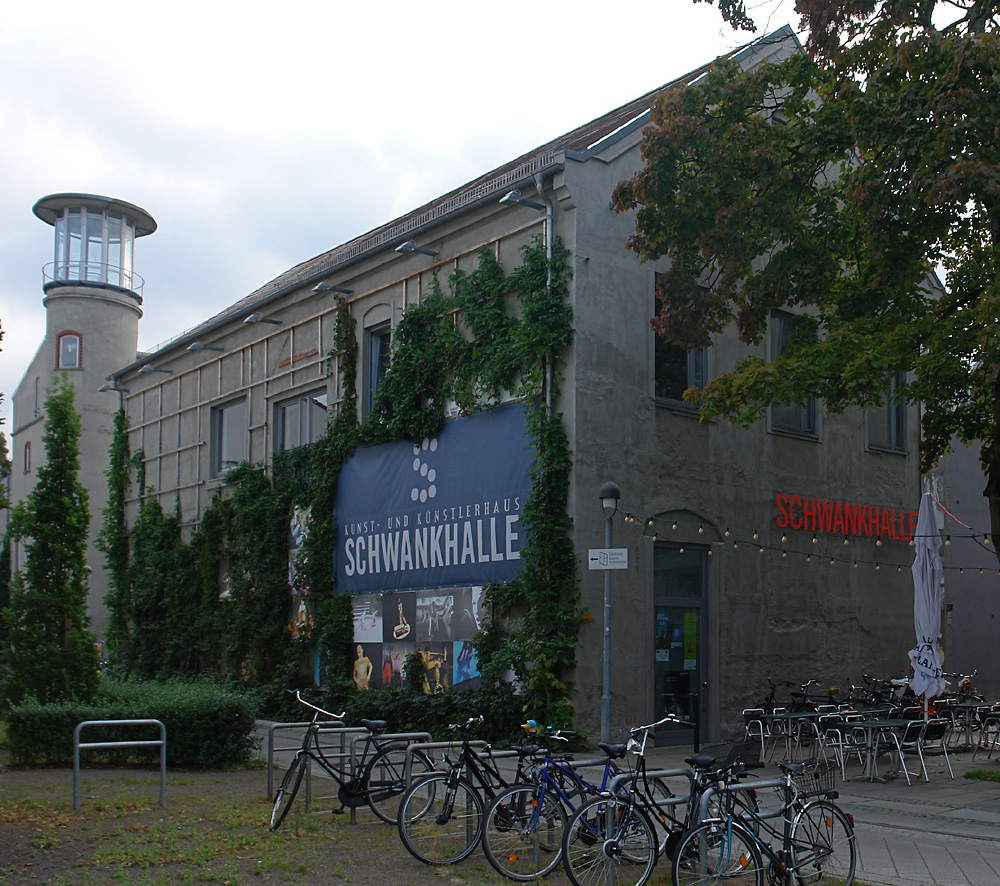
Gebäude mit Schwankhalle im Vordergrund, Städtische Galerie im Hintergrund (2008)

Die Städtische Galerie Bremen (auch Städtische Galerie im Buntentor) ist ein Kunstmuseum der Stadt Bremen. Es ist in das Fachreferat für Bildende Kunst im Senat für Kultur integriert und bildet seit 1985 das Bremer Zentrum für die Förderung aktueller bildender Kunst aus Bremen und der Region.

## Geschichte und Ausrichtung

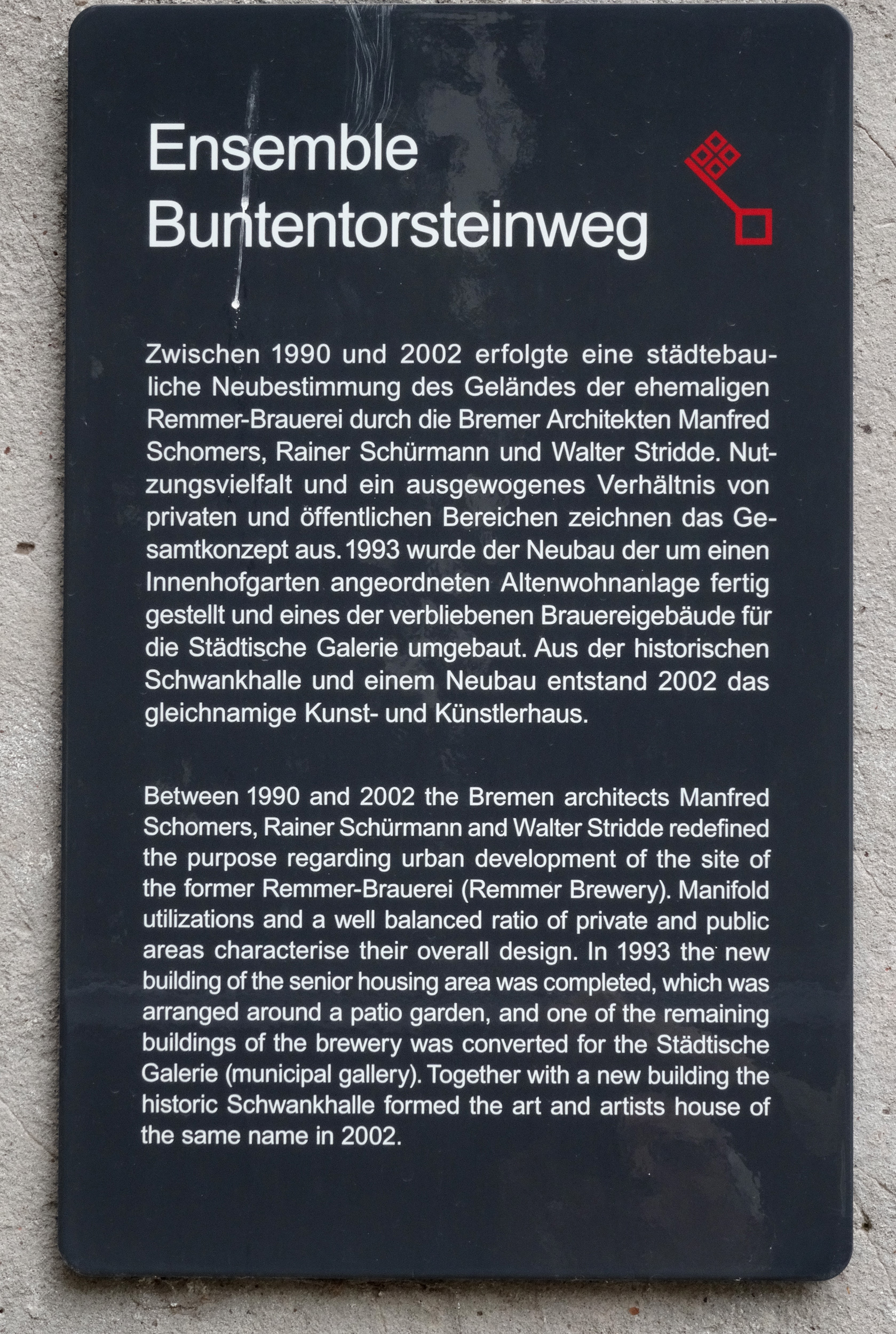
Infotafel – Ensemble Buntentorsteinweg 104–114

Die Städtische Galerie Bremen wurde 1985 als Kommunale Galerie gegründet um der Bremer Kunstszene eine Ausstellungsmöglichkeit mit kontinuierlicher kuratorischer Begleitung zu bieten und aktuelle bildende Kunst wie Fotografie, Bildhauerei und Malerei aus Bremen und der Region zu fördern. Sie befand sich in der Weserburg, bis diese im Jahr 1991 zum Weserburg Museum für moderne Kunst umgebaut wurde.
Seit 1991 befindet sie sich in den früheren Gär- und Lagerkellern der ehemaligen Remmer Brauerei im Buntentorsteinweg 112 im Stadtteil Neustadt, Ortsteil Buntentor, nachdem im Zuge eines Sanierungskonzeptes einige der historisch wertvollen, aber desolaten Gebäude der ehemaligen Brauerei abgerissen bzw. umgebaut wurden. Der Umbau nach Plänen des Architekturbüros Manfred Schomers, Rainer Schürmann und Walter Stridde berücksichtigte so weit wie möglich die eigenwillige Architektur und den Charakter des Industriedenkmals, indem die Sicht auf unverputzte Ziegelwände, Holzständerwerk, Eisenträger und Deckenkonstruktionen erhalten blieb, ebenso der alte Wasserturm. Als markantes städtebauliches Merkzeichen erhielt der Turm einen weithin sichtbaren gläsernen Aufsatz. Das Gesamtensemble erhielt 1994 den BDA-Preis. Der Umbau der Schwankhalle und die Ergänzung mit Neubauten schloss die Sanierung des Ensembles Buntentorsteinweg ab. Die Altbauten dienen seither der Kultur, die Neubauten mit einem Innenhof sind Wohnanlage für ältere Menschen.

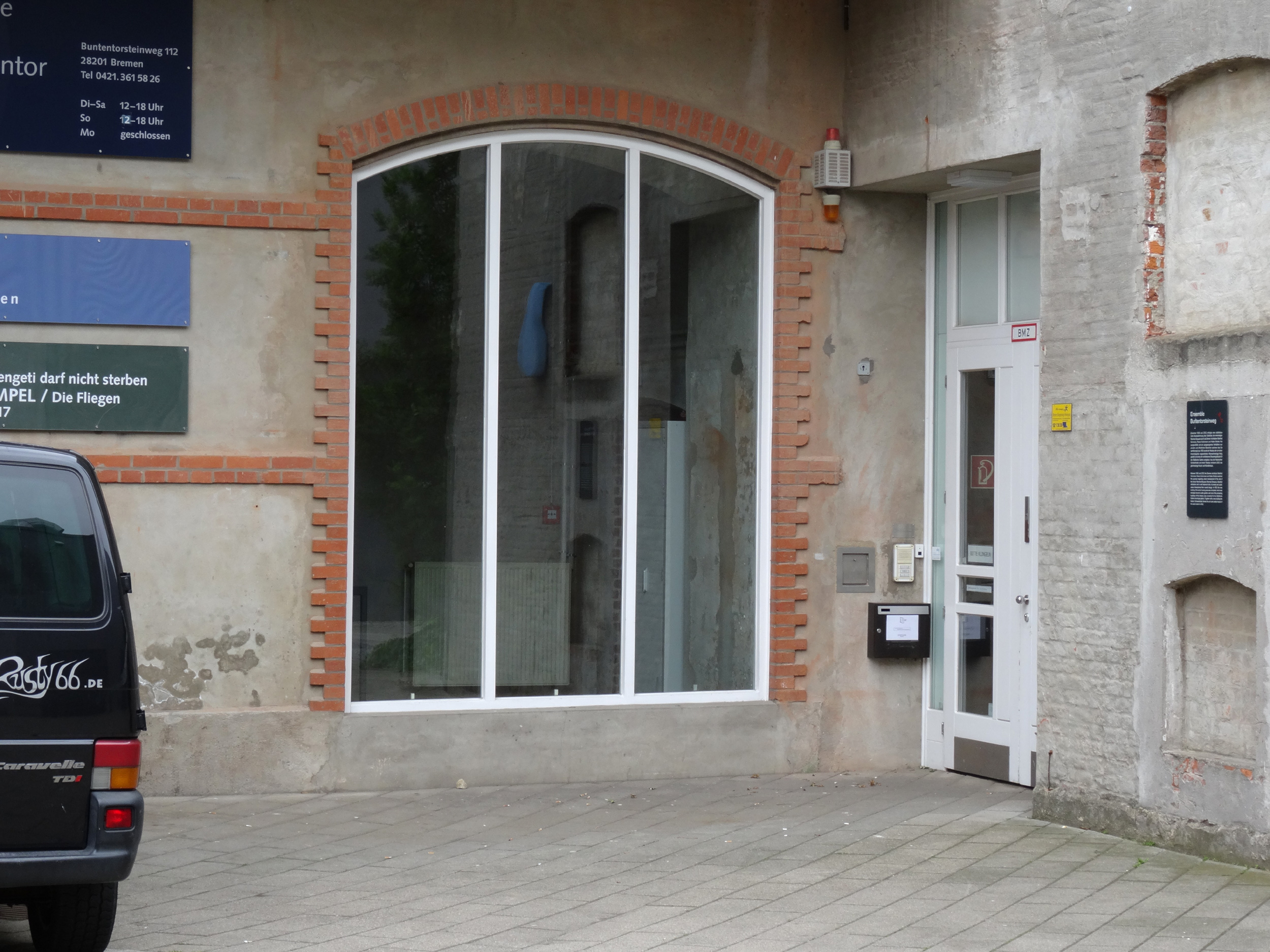
Eingang Galerie (2014)

Die Galerie verfügt über 600 m² Ausstellungsfläche in den ehemaligen Gär- und Lagerkellern der Bierbrauerei, auf der sie Wechselausstellungen aktueller bildender Kunst, Werkschauen, Retrospektiven und Ausstellungen zur Geschichte der bildenden Kunst Bremens bietet. Außerdem werden exemplarische Ausstellungen zu Kunst im öffentlichen Raum sowie Thematische Gruppenausstellungen regionaler und überregionaler Kunstpositionen zu gesellschaftspolitisch aktuellen Fragestellungen gezeigt. Darüber hinaus pflegt und verwaltet die Städtische Galerie eine Sammlung zeitgenössischer Kunst aus der Region seit den 1950er Jahren mit über 5000 Kunstwerken. Seit ihrer Gründung richtet sie zudem den Bremer Förderpreis für Bildende Kunst aus.

## Ausstellungen (Auswahl)
- 2021: Smell it! Geruch in der Kunst
- 2019: Haensel und Prinz – definitiv figürlich. Christine Prinz und Claus Haensel
- 2018: An die Freude. Edith Pundt
- 2017: Dialog. Long Distance. Markus Genesius (WOW123), Mirko Reisser (DAIM); Norden. Thomas Hartmann, Hartmut Neumann, Norbert Schwontkowski
- 2016: Von Minneapolis bis Novosibirsk. Marikke Heinz-Hoek; Dialog. Anna Gaskell, Mia Unverzagt
- 2012: Arbeiten von 2008-2012. Elianna Renner, Bobe Mayses
- 2011: Gravity. Nezaket Ekici; Arbeiten von 1974-2009. Hanns Joachim „Hajo“ Antpöhler
- 2010: Siebenachtel Himmel. Marikke Heinz-Hoek; unterwegs 1998-2010. Peter-Jörg Splettstößer; Der 13. Raum – Señor Mendoza und der C-Stamm. Martina Werner
- 2009: von 1964 bis 2008. Jimmi D. Paesler, „entartet“ – beschlagnahmt. Bremer Künstler im Nationalsozialismus. Heinz Baden, Henry de Buys Roessingh, Dietz Edzard, Wilhelm Heckrott, Rudolf Hengstenberg, Bernhard Hoetger, Carl Jörres, Karl Kriete, Gerd Meyer, Paula Modersohn-Becker, Hanns Müller, Willi Oltmanns, Franz Radziwill, Albert Schiestl-Arding, Arnold Schmidt-Niechciol, Otto Schoff, Theodor Schultz-Walbaum, Fritz Stuckenberg, Wilhelm Tegtmeier, Tetjus Tügel, Carl Emil Uphoff
- 2007: Himmelssüchtig. Birgit Ramsauer, Angelika Sinn; Tomorrow belongs to me. Milko Pavlov; Verflechtungen. Edeltraut Rath; square meter. Edeltraut Rath; Von Häfen, Schiffen und viel Meer: ein maritimes Kunstprojekt zwischen Bremen und Riga. Blaumeier-Atelier
- 2006: flucht stand punkte. Gunther Gerlach, Dieter Rogge
- 2005: Malefiz oder die Kunst einen symmetrischen Körper zu zeichnen. Ralf Tekaat; Das Verdeckte und das Sichtbare. Anna Solecka
- 2003: Der Große Ausdruck. Wolfgang Zach; Der Liebe und des Meeres Wellen. Hans Wilhelm Sotrop
- 2001: Song Zhuang. Fang Lijun, Yang Shaobin, Yue Minjun, Li Dapeng
- 2000: Beijing. Reinhild Zitz, Beatrix Sassen, Frauke Beeck, Peter Angermann
- 1999: Choreographische Skizzen und Zeichnungen 1973-1998. Johann Kresnik
- 1997: Rotes Golgorjak. Ursula Goldau, Eugenia Gortchakova, Sonia Jakuschewa
- 1996: Aufbruch einer Szene, 1963–1967. Winfred Gaul
- 1995: Skulpturen, Zeichnungen, Objekte. Nahum Tevet, Philip Rantzer
- 1993: K H Greune. Karl Heinrich Greune; Traversale, Bremen-Münchener Bilderhauerprojekt. Carola Heine[7][8]